# Escuela de Boston

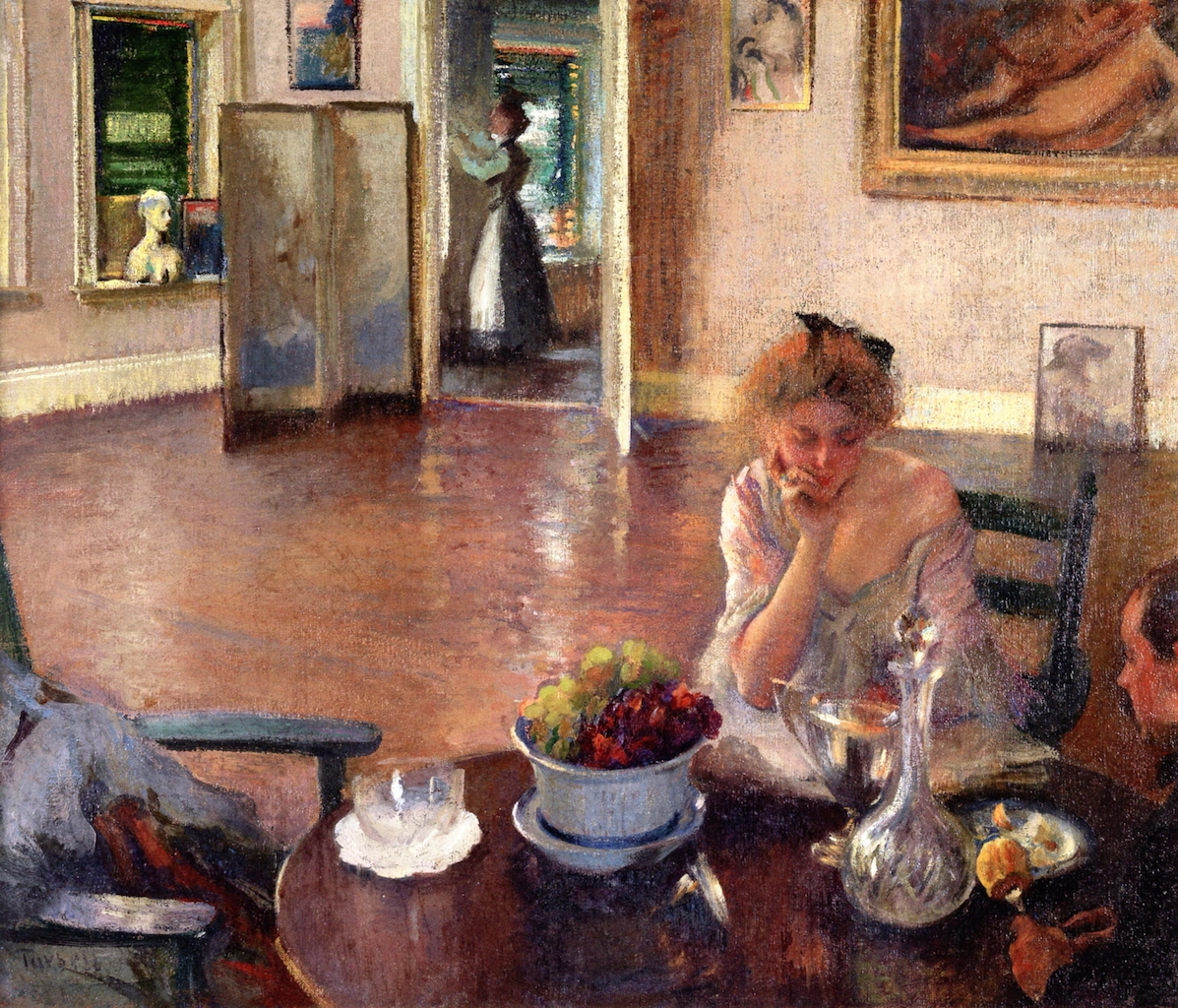
"La sala del desayuno" de Edmund C. Tarbell, ca. 1902

La Escuela de Boston fue un grupo de pintores radicados en Boston activos en las tres primeras décadas del siglo XX. A menudo clasificados como impresionistas estadounidenses, tenían su propio estilo regional, combinando las formas pictóricas del impresionismo con un enfoque más conservador de la pintura de figuras y un marcado respeto por las tradiciones de la historia del arte occidental. Sus temas preferidos eran los retratos, los paisajes pintorescos y las mujeres jóvenes posando en interiores bien decorados. Las principales influencias incluyeron a John Singer Sargent, Claude Monet y Jan Vermeer. Las figuras clave de la Escuela de Boston fueron Edmund C. Tarbell, Frank Weston Benson y William McGregor Paxton, quienes se formaron en París en la Académie Julian y luego enseñaron en la Escuela del Museo de Bellas Artes. Su influencia todavía se puede ver en la obra de algunos artistas contemporáneos del área de Boston.

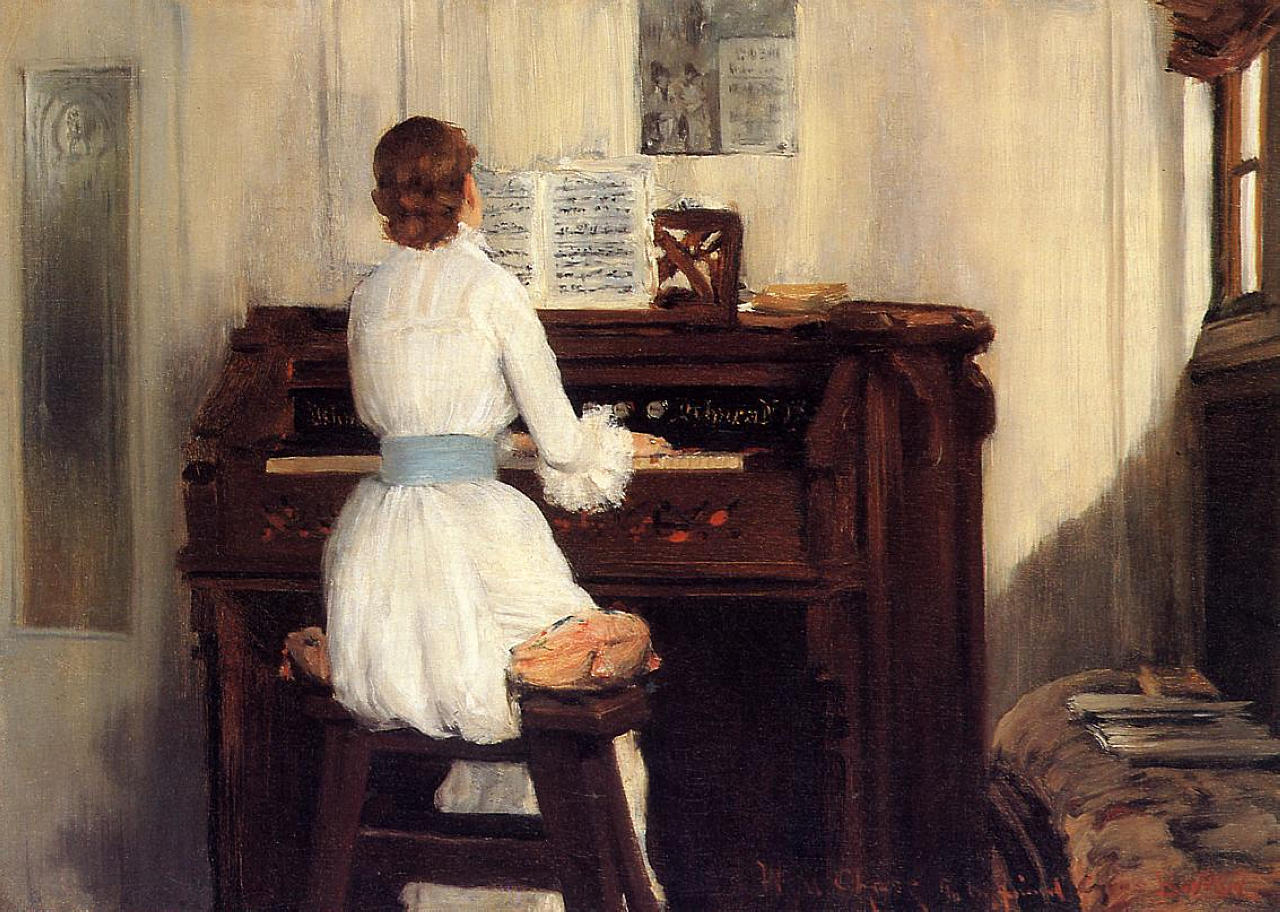
William Merritt Chase - Mrs meigs at organ 1883

## Historia

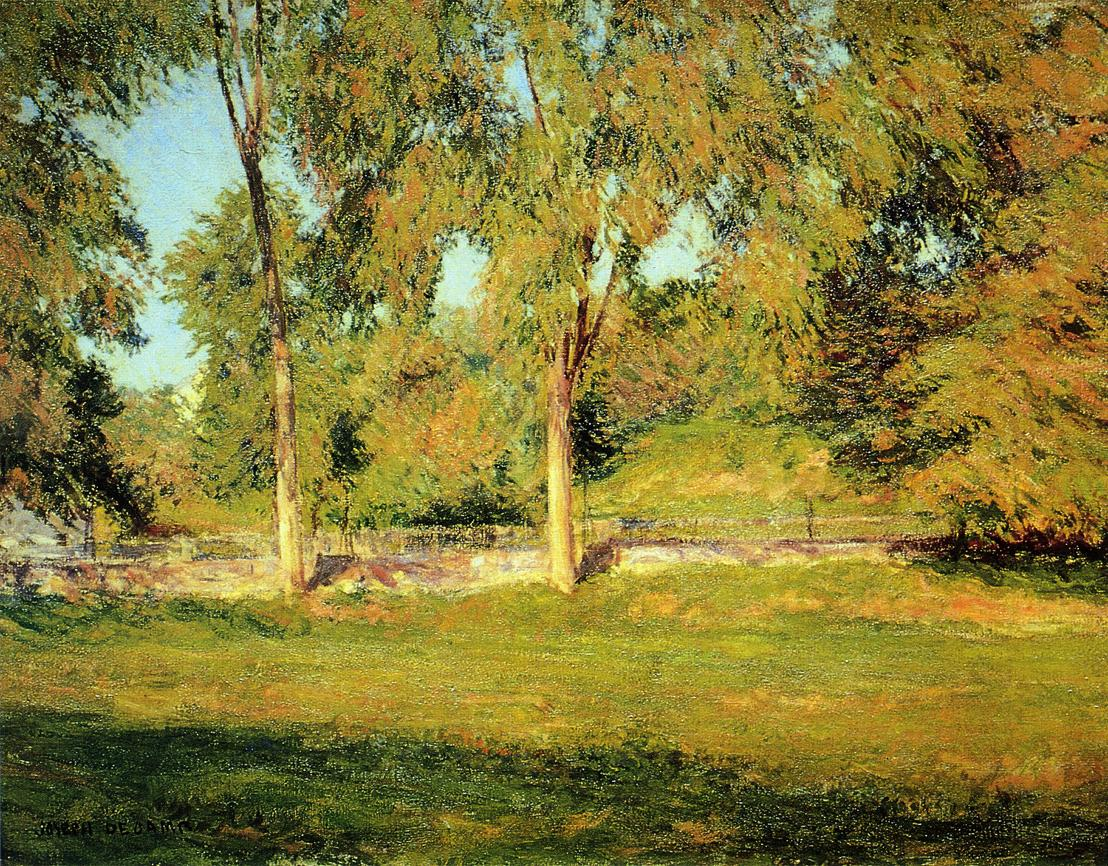
"Tarde de septiembre" de Joseph DeCamp, 1895

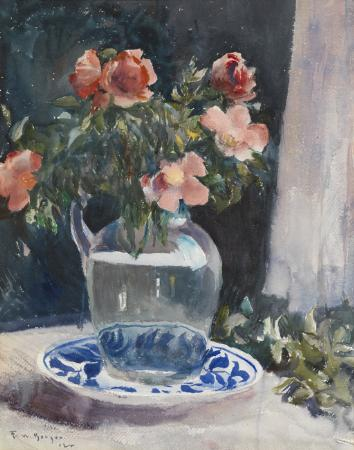
Frank W. Benson, Still Life with Flowers, 1922

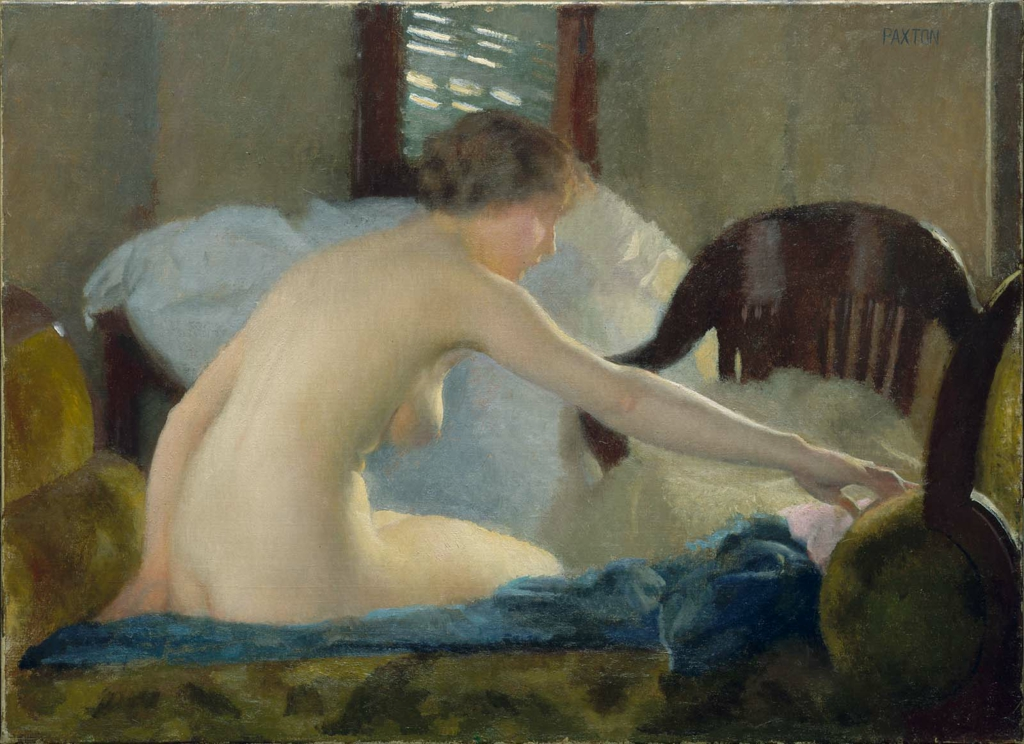
William McGregor Paxton - Nude - Museum of Fine Arts

Los creadores de la Escuela de Boston fueron Edmund C. Tarbell, Frank Weston Benson y William McGregor Paxton, quienes se formaron en París en la Académie Julian y luego enseñaron en la Escuela del Museo de Bellas Artes. Su interés en el arte francés moderno se remonta a William Morris Hunt, un conocido maestro, pintor y creador de tendencias en el Boston de fines del siglo XIX. Después de una visita a París, Hunt, quien formó parte del consejo asesor original del Museo de Bellas Artes, alentó a los bostonianos prominentes a invertir en el trabajo de artistas franceses como Millet, Monet y Renoir. A través de su influencia, el MFA acogió la primera exposición estadounidense de la obra de Monet en 1911.

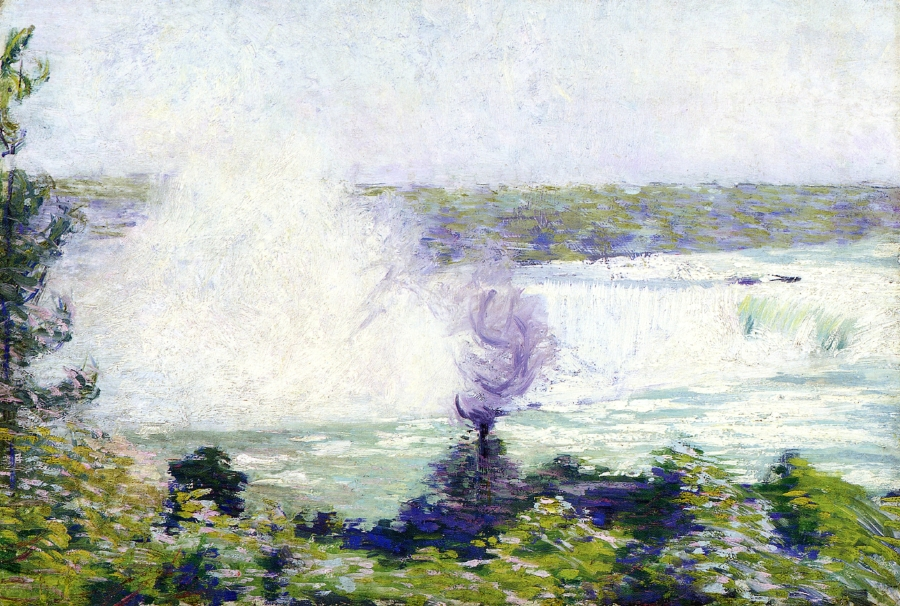
Philip Leslie Hale - Niagara Falls

Tarbell, Benson y Paxton se formaron en la escuela del museo en sus inicios. Tarbell finalmente se volvió tan influyente que los críticos de la época se referían a los pintores de su círculo inmediato como "Tarbellitas". Los tarbellitas se especializaron al principio en paisajes impresionistas y con algunas influencias del estilo de Barbizon. Más tarde, gravitaron hacia escenas de interior, típicamente con mujeres dedicadas a las tareas del hogar, recordando los temas domésticos de los pintores holandeses como Vermeer. También pintaron bodegones visualmente atractivos y retratos a la manera de John Singer Sargent. 

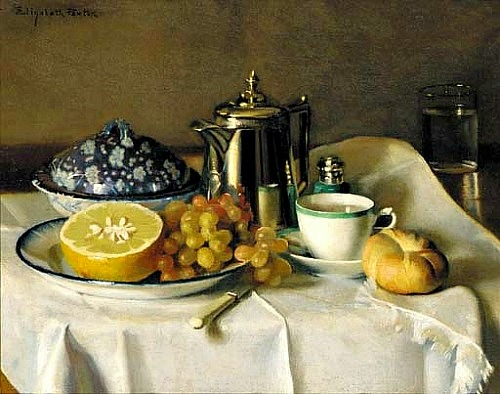
Elizabeth Okie Paxton, Continental Breakfast

A partir de estas diversas influencias, los pintores de Boston sintetizaron su propio estilo regional. Como señaló el pintor William Merritt Chase en ese momento, "Ha aparecido un nuevo tipo, descendiente, como sabemos, de la estirpe europea, pero que ya no se le parece". Le dieron un gran valor a la habilidad técnica, la representación visual precisa y la belleza clásica, al tiempo que adoptaron lo que entonces era un estilo de pintura muy moderno y "suelto" de los franceses. 
Otros pintores asociados con la Escuela de Boston incluyen a Joseph DeCamp, Philip Leslie Hale, Lilian Westcott Hale, John Joseph Enneking,  Gretchen Woodman Rogers, Aldro Hibbard, Frederic Porter Vinton, Lilla Cabot Perry, Elizabeth Okie Paxton, Hermann Dudley Murphy, W. Lester Stevens, y otros. Al maestro de Tarbell en la escuela del museo, Emil Otto Grundmann, a veces se le incluye en este grupo.
Además de pinturas, el Museo de Bellas Artes de Boston incluye esculturas y dibujos en su galería Boston School, como "Blind Cupid" de Bela Pratt y dibujos al pastel de Laura Coombs Hills.

## Tradición en curso

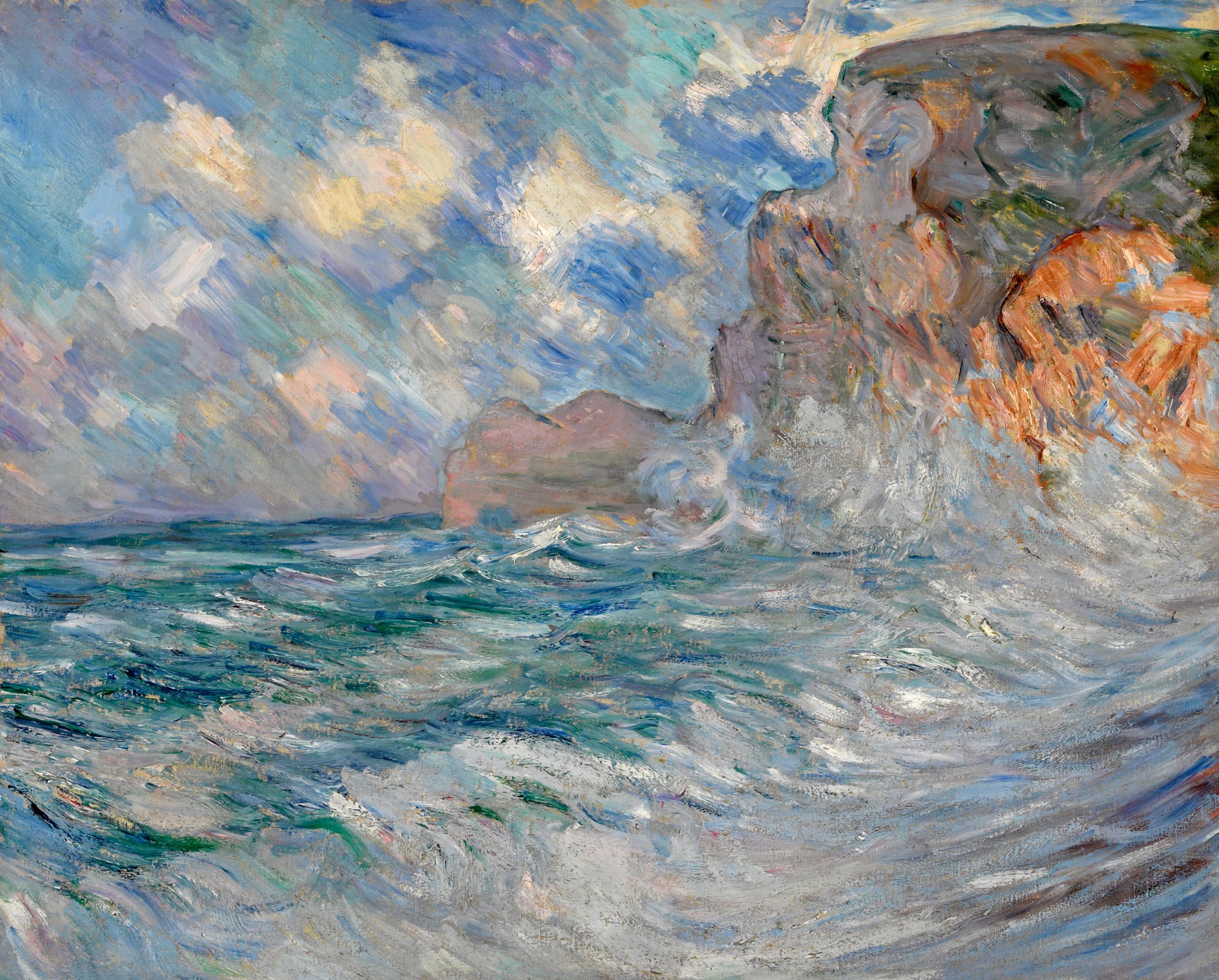
Lilla Cabot Perry - Cliffs at Etretat

Los artistas posteriores que trabajaron en este estilo incluyen a RH Gammell, Yoshi Mizutani, Charles Tersolo, Thomas R Dunlay, Melody Phaneuf, Sam Vokey, Candace Whittemore Lovely, y Dianne Panarelli Miller. Dana Levin, fundadora de la New School of Classical Art, un taller en Pawtucket, Rhode Island, cita a la Escuela de Boston como una influencia clave. Charles H. Cecil, fundador de Charles H. Cecil Studios en Florencia, Italia, fue capacitado por R.H. Ives Gammell y continúa transmitiendo los métodos de los pintores de la Escuela de Boston a sus alumnos. Varios artistas que trabajan en la tradición de la Escuela de Boston exponen en la Sociedad de Arte Copley y el Gremio de Artistas de Boston en Newbury Street.

## Recepción

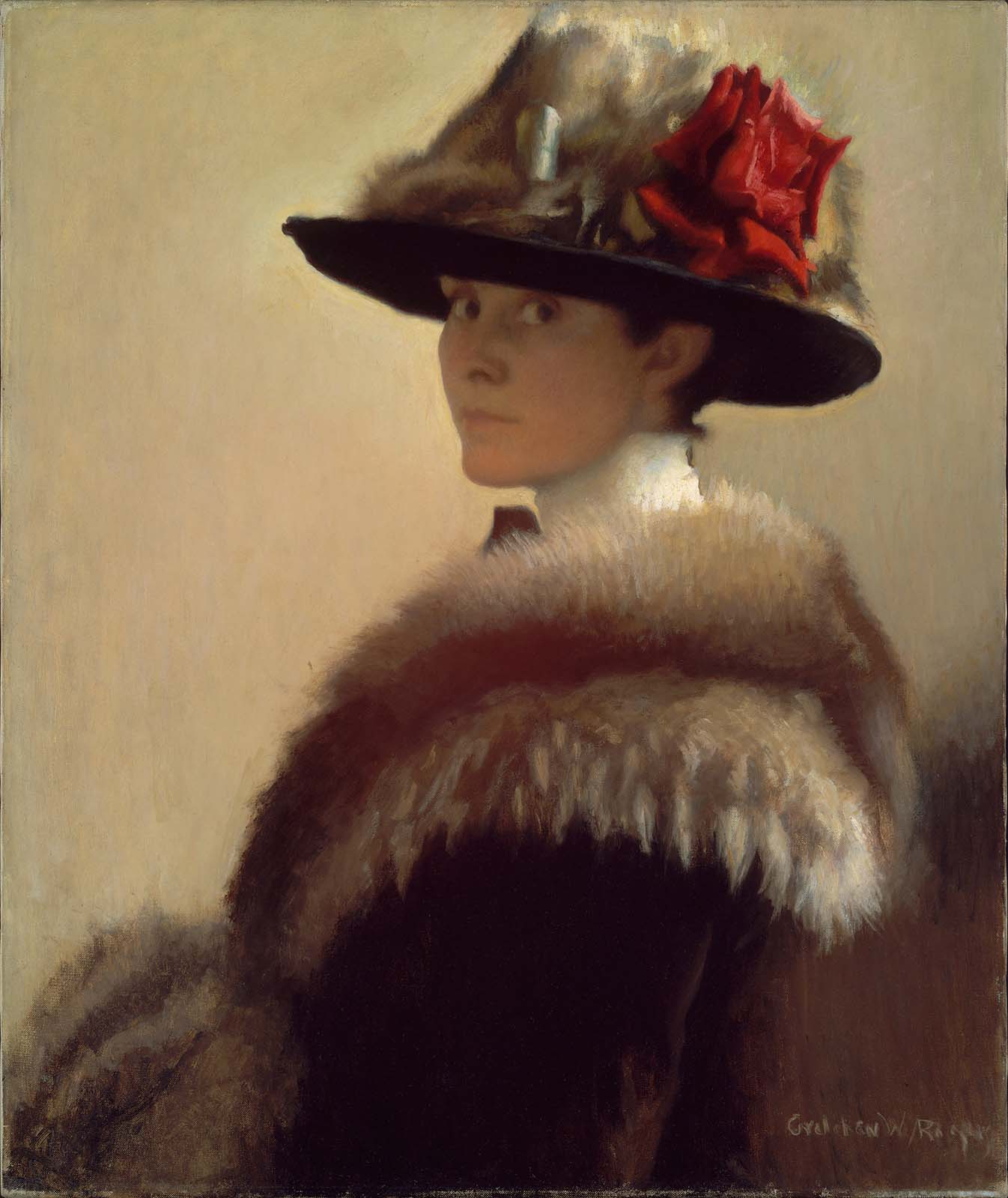
"Mujer con sombrero de piel" de Gretchen Woodman Rogers, ca. 1915

Aunque ahora se los considera tradicionalistas, los pintores de la Escuela de Boston fueron criticados por los académicos en sus primeros tiempos por su atrevido uso de las técnicas impresionistas.  Pronto lograron renombre nacional y continuaron dominando la escena artística en el Boston estéticamente conservador durante la década de 1930 y hasta la década de 1940. Fueron admirados por su dedicación a la artesanía y la belleza en un momento en que los modernos desafiaban los valores artísticos tradicionales.
En los últimos tiempos han sido criticados por centrarse en la vida de la clase alta. Aunque no necesariamente acomodados, muchos de los artistas trabajaron por encargo para patrocinadores adinerados de Boston. En At Beck and Call: The Representation of Domestic Servants in Nineteenth-Century American Painting, Elizabeth O'Leary señala que en las pinturas de la época los sirvientes a menudo estaban enmarcados en ventanas y puertas, creando un efecto de distanciamiento, como se ve en "The Breakfast Habitación" de Tarbell.(arriba). Cuando aparecían de forma destacada en las pinturas, argumenta que se trataban como símbolos de estatus, similares a posesiones valiosas. El capítulo 6 del libro, titulado "Criados en servicio de la Escuela de Boston: 1892-1923", se refiere al uso de sirvientes irlandeses como modelos.
Los historiadores del arte han señalado que Boston era una ciudad particularmente receptiva para las mujeres artistas. Una exposición de 2001 en el Museo de Bellas Artes, A Studio of Her Own: Women Artists in Boston, 1870-1940, incluyó el trabajo de varias mujeres artistas asociadas con la Escuela de Boston, incluidas Gretchen Woodman Rogers y Lilian Westcott Hale. ' "Mujer con sombrero de piel" de Rogers (derecha) aparece en la portada del catálogo de la exposición. Rogers estudió en la escuela del museo con Tarbell, quien la consideraba un genio. A pesar de la aceptación de mujeres artistas por parte de Boston, las pinturas de la Escuela de Boston representaban típicamente a mujeres en interiores, descansando o realizando tareas domésticas, una tendencia caracterizada por al menos un crítico como antifeminista.